# Bédar
Bédar er en by og kommune i det sydøstlige Spanien i provinsen Almería. Den har et indbyggertal på 976 (2024) indbyggere.